# Point de Vecten
Les points de Vecten sont deux points remarquables d'un triangle, construits à partir des trois carrés appuyés sur les côtés de ce triangle.
Ils sont ainsi nommés d'après un professeur de mathématiques français du début du XIXe siècle, collègue de Joseph Diez Gergonne au lycée impérial de Nîmes dans les années 1810-1818, ayant étudié leurs propriétés.

## Point extérieur
À l'extérieur d'un triangle ABC, on élève trois carrés, de centres OA, OB, OC, sur les trois côtés du triangle.
Les droites joignant les centres des carrés aux sommets opposés des triangles sont concourantes : leur point d'intersection s'appelle le point de Vecten du triangle.
Les hauteurs du triangle OAOBOC sont les droites (AOA), (BOB) et (COC).

Le point H, orthocentre du triangle de Vecten OAOBOC, est le premier point de Vecten ou point extérieur de Vecten du triangle ABC.
Le nombre de Kimberling du point de Vecten est X(485).
Le triangle ABC et le triangle de Vecten ont même centre de gravité.
Le cercle circonscrit au triangle de Vecten est le cercle de Vecten.

## Point intérieur
On peut également élever les carrés intérieurement, obtenant ainsi un  second point de Vecten.
Du même côté que le triangle ABC on trace trois carrés, de centres IA, IB, IC.
Les hauteurs du triangle IAIBIC sont les droites (AIA), (BIB) et (CIC).

Le point K, orthocentre du triangle intérieur de Vecten IAIBIC, est le second point de Vecten ou point intérieur de Vecten du triangle ABC.
Le nombre de Kimberling du point intérieur de Vecten est X(486).
Le triangle ABC et le triangle intérieur de Vecten ont même centre de gravité.
Le cercle circonscrit au triangle intérieur de Vecten est le cercle intérieur de Vecten.

## Droite de Vecten
Les points de Vecten sont alignés et en division harmonique[réf. nécessaire] avec le point de Lemoine et le centre du cercle d'Euler.
Les points de Vecten sont situés sur l'hyperbole de Kiepert.